# 1234 Elyna
1234 Elyna је астероид главног астероидног појаса са пречником од приближно 25,70 .
Афел астероида је на удаљености од 3,283 астрономских јединица (АЈ) од Сунца, а перихел на 2,742 АЈ.
Ексцентрицитет орбите износи 0,089, инклинација (нагиб) орбите у односу на раван еклиптике 8,520 степени, а орбитални период износи 1910,531 дана (5,230 година).
Апсолутна магнитуда астероида је 11,50 а геометријски албедо 0,067.
Астероид је откривен 18. октобра 1931. године.